# Émile Eddé

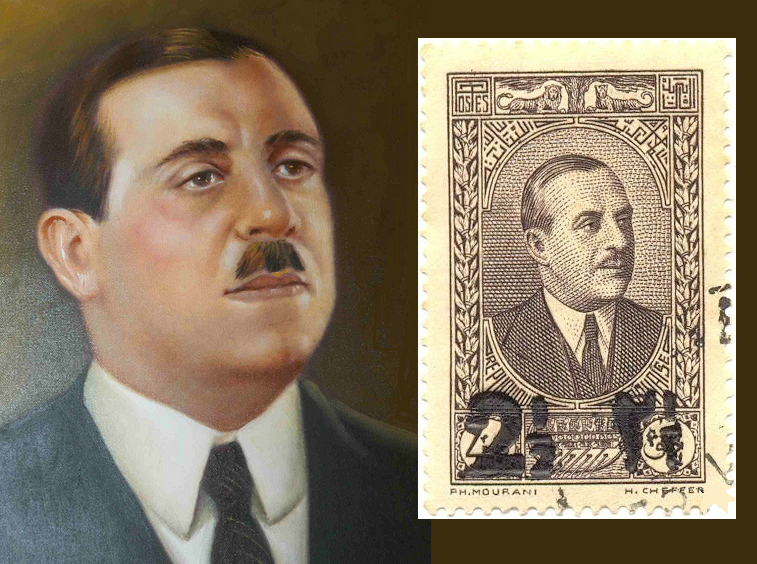
Émile Eddé

Émile Eddé (sinh 1886 tại Damascus – 28 tháng 9 năm 1949) (tiếng Ả Rập: إميل أده) là một nhân vật chính trị Liban theo đạo Công giáo Maronite.

## Sự nghiệp chính trị
Trong thời kỳ ủy trị Pháp, trong đó Cộng hòa Liban hoạt động dưới sự ủy thác bởi Cao ủy Pháp, Eddé đã làm thủ tướng từ 11 tháng 10 năm 1929 đến 25 tháng 3 năm 1930 và là tổng thống từ năm 1936 đến năm 1941. Ngày 11 tháng 11 năm 1943, sau hành động bãi bỏ ủy thác của cơ quan lập pháp Liban, cao ủy đã mời Eddé làm tổng thống. Tuy nhiên 10 ngày sau đó, dưới áp lực từ các đồng minh khác của Pháp trong Chiến tranh thế giới thứ hai, người Pháp đã rút Eddé ra khỏi ghế tổng thống và khôi phục chính phủ của Bechara El Khoury vào ngày 21 tháng 11.
Và trong thời gian ngắn năm 1943, ông cũng đã thành lập và lãnh đạo Khối quốc gia Liban. Người kế nhiệm ông lãnh đạo đảng là con trai ông, Reymond Eddé.